# Benzoate de cholestéryle
Le benzoate de cholestéryle, connu aussi sous le nom 5-cholestén-3β-yl benzoate, est un composé organique, c'est un ester du cholestérol et de l'acide benzoïque. De par ses propriétés, le benzoate de cholestérol est un matériau mésomorphe et plus précisément un cholestérique, pour autant il est utilisé en tant que mésogène dans les afficheurs à cristaux liquides. On le trouve également dans les couleurs pour cheveux, maquillages et autres produits cosmétiques.

## Histoire
Le benzoate de cholestéryle a été le premier matériau dans lequel les propriétés de cristal liquide ont été découvertes. En 1888 Friedrich Reinitzer, un chimiste et botaniste autrichien, au cours de ses études sur la fonction du cholestérol dans les végétaux, fut amené à chauffer du benzoate de cholestéryle. En utilisant le point de fusion comme un indicateur important de la pureté de la substance, il observa l'existence de deux points de fusion et l'évolution de la substance en un liquide trouble puis coloré et enfin transparent. Il découvrit ainsi des propriétés étranges : l'existence de deux points de fusion et la biréfringence d'un fluide, propriétés dont il fit part au physicien allemand Otto Lehmann. Lequel, grâce à la technologie de microscopie en lumière polarisée, put étudier le phénomène et conclure que le liquide trouble était un nouvel état de la matière qu'il appela « cristal liquide ». Le benzoate de cholestéryle a donné son nom à la mésophase cholestérique.

## Synthèse
Il s'agit d'une estérification, on fait réagir un halogénure de benzoyle avec le cholestérol en présence de tétraméthyléthylènediamine (TMEDA) dans du dichlorométhane.